# Luigi Valeriani
Luigi Valeriani (Imola, 1758 – Bologna, 1828) è stato un economista e docente italiano, ricordato assieme ad Giovanni Aldini per gli studi sull'organizzazione di forme di istruzione tecnica moderne.

## Biografia
Luigi Valeriani nasce dal patrizio Domenico e Anna Molinari a Imola nel 1758.
Studia inizialmente a Ravenna e nel seminario di Faenza dove Domenico Contoli – maestro di Vincenzo Monti – gli insegna la lingua latina e l'amore per i classici. 

Si trasferisce poi a Bologna per compiere gli studi universitari laureandosi in utroque iure, cioè in diritto civile dello Stato e della Chiesa nel 1782. 

In quegli anni frequenta assiduamente i circoli più alla moda come quello di Giuseppe e Marco Antonio Vogli – dove si discuteva animosamente il problema della tassazione dei beni stabili e di un equo catasto e dove frequentò Francesco Tognetti, Antonio e Giovanni Aldini – e quello del fisico e matematico Sebastiano Canterzani, maturando la passione per l'economia e le scienze matematiche. 

Risente, quindi, dell'influenza illuminista del clima riformatore dell'età napoleonica. Con Giovanni Aldini partecipò al Consiglio della Repubblica Cisalpina e insieme furono protagonisti del nuovo Piano di Istruzione discusso tra il 1797 e il 1799. 

Nel 1801, dopo un lungo soggiorno a Roma, diventa il primo docente di economia pubblica. Sostenitore dell'applicazione delle matematiche all'economia, dell'introduzione del sistema metrico decimale, dell'istruzione come strumento contro il pauperismo, propone nuove forme di intervento economico e sociale. Con il “Protettorato degli Apprendisti” progetta un organismo in grado di aiutare i giovani indigenti a trovare un lavoro in bottega, mentre con la proposta dei “Monti di lavoro” tenta di fornire ai poveri materie prime da lavorare anziché denaro, deplorando così l'imperante ottica assistenziale.

Il suo testamento del 1828, anno della sua morte avvenuta a Bologna, mette a disposizione del Comune di Bologna i mezzi necessari per istituire una scuola di disegno applicato alle arti, capace di tradurre in pratica la centralità del rapporto tra esperienza e scienza, sostenendo così l'importanza della geometria dell'aritmetica come insegnamenti utili e necessari all'apprendimento di un mestiere.

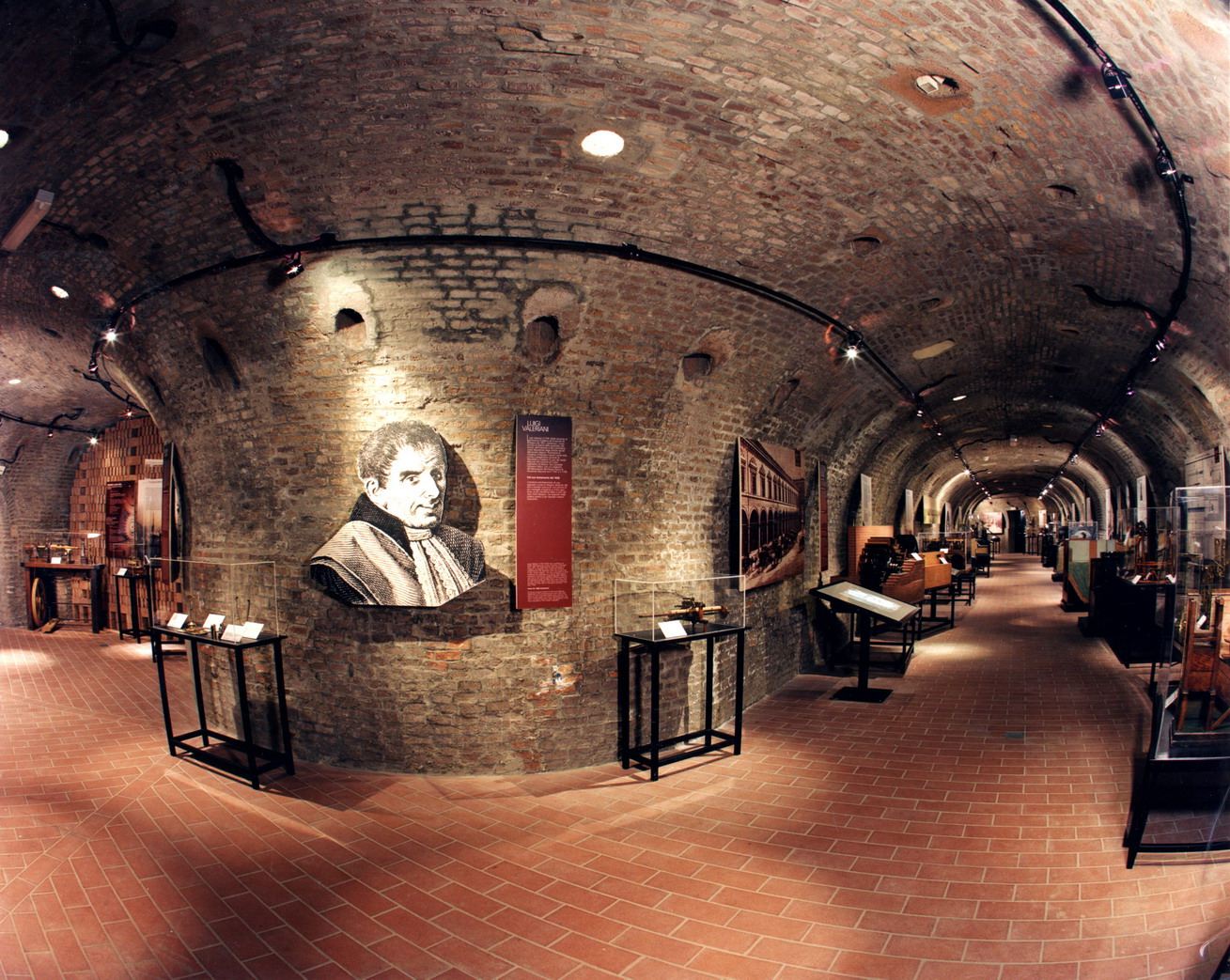
Allestimenti dedicata all'istituzione Aldini-Valeriani presso il Museo del Patrimonio Industriale

I suoi lasciti, assieme a quelli del collega e amico Giovanni Aldini, saranno di stimolo per la creazione a Bologna di una scuola tecnica per la pratica delle arti e dei mestieri meccanici: l'Istituto tecnico industriale Aldini Valeriani. 
L'istituto stabilì 
immediatamente uno stretto legame con il tessuto economico cittadino, attivo ancora oggi: i tecnici che vi si formavano fornivano manodopera specializzata all'industria bolognese e, in molti casi, si trasformarono in piccoli e medi imprenditori.
Una sezione del Museo del Patrimonio Industriale di Bologna è dedicata alle figure di Aldini e di Valeriani.

### Dal suo testamento del 5 settembre 1828
(Dal testamento di Luigi Valeriani, cit. in Comune di Bologna, Macchine Scuola Industria, Bologna 1980 p. 79)